# Т-330
Т-330 («тристатридцатый») — марка тяжёлого промышленного трактора, выпускаемого на Чебоксарском заводе промышленных тракторов с 1975 года.

## Создание и производство
Разработан на Челябинском тракторном заводе и является единственным реализованным (в первоначальной компоновке) из целого семейства промышленных тракторов которое должно было включать машины разного тягового класса (гусеничные трактора Т-220, Т-330 и Т-500) с одинаковой компоновкой и максимально унифицированные по основным узлам и агрегатам. Данное семейство должно было послужить базой для различного навесного оборудования включавшей не только бульдозерное и рыхлительное но и широкую номенклатуру спецтехники в том числе трубоукладчики, краны и экскаваторы.
Трактор Т-330 первый в СССР имел переднее расположение кабины, что улучшало машинисту обзор бульдозерного оборудования. Такое решение применяется на тракторах сравнительно редко. Трактор имеет гидромеханическую трансмиссию, осуществляющую переключение передач без разрыва крутящего момента. Кабина трактора герметичная, снабжённая системой вентиляции, отопления и воздухоочистки, а в модификации для южных районов ещё и кондиционером.

## Характеристики

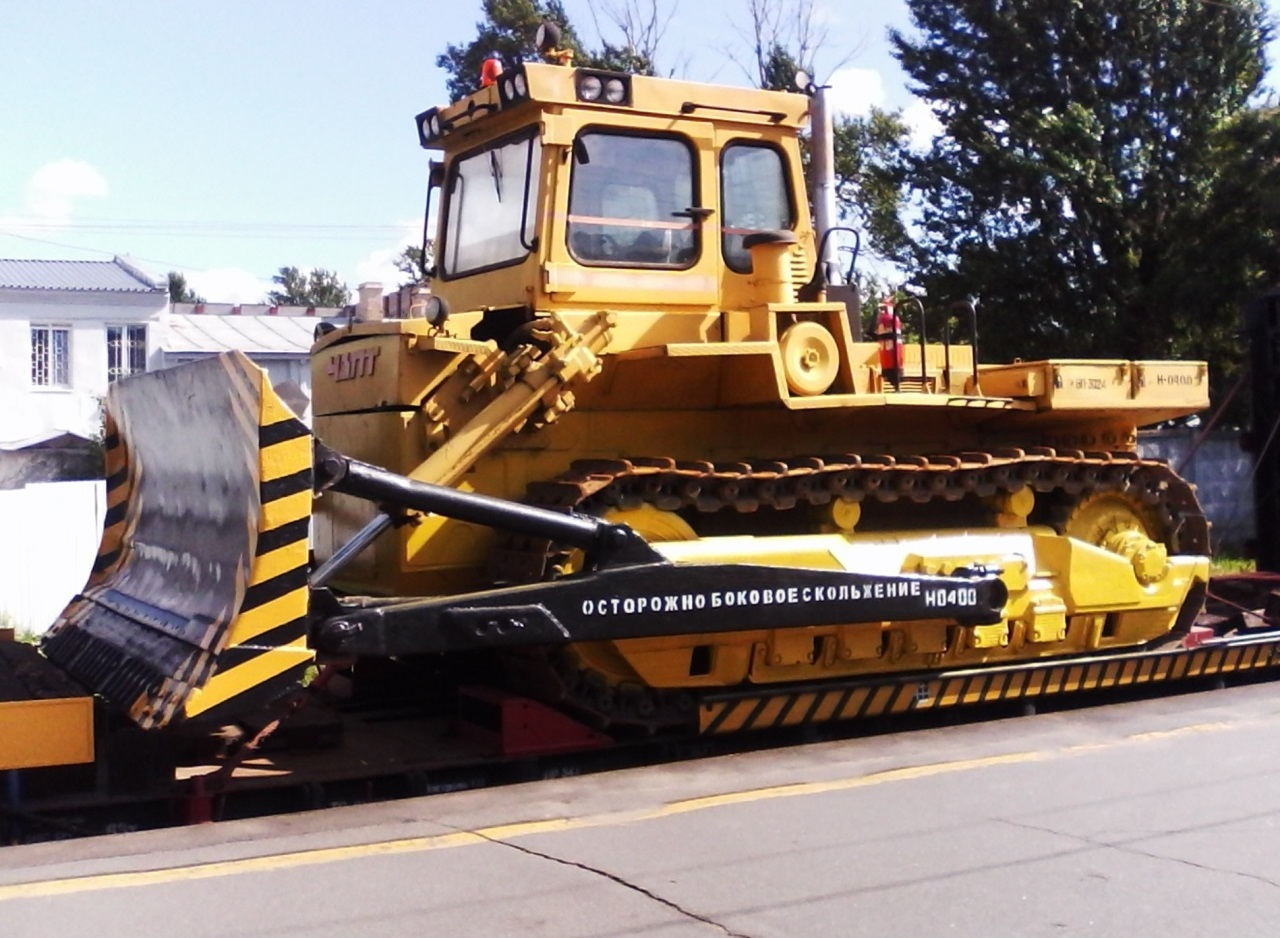
Т-330 на восстановительном поезде

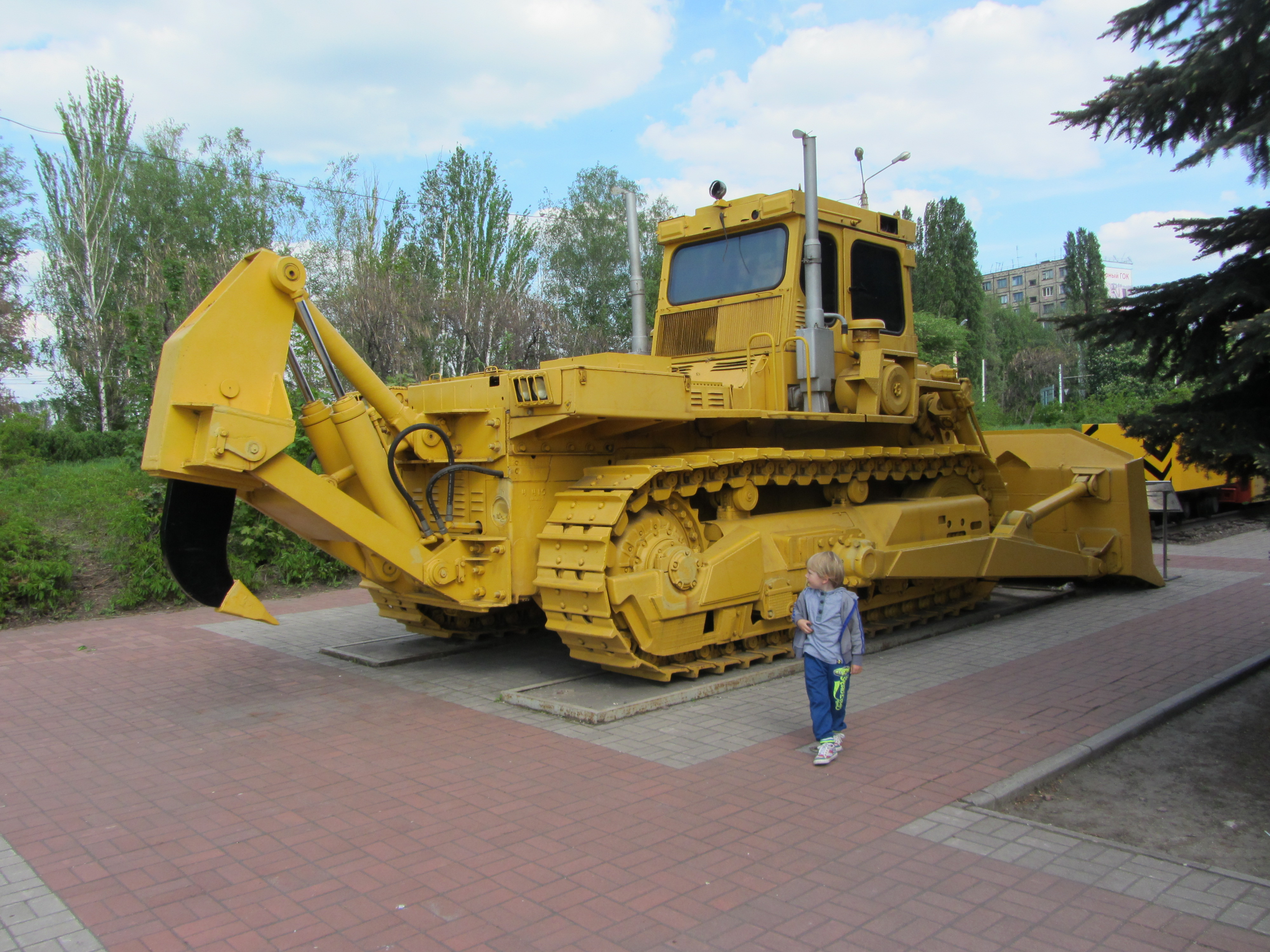
Бульдозер ДЗ-59 на базе трактора Т-330 в музее горной техники СевГОКа (Кривой Рог)

Двигатель трактора дизельный типа 8ДВТ-330А, четырёхтактный, 8-цилиндровый с воздушным охлаждением, производства Волгоградский моторостроительный завод (ОАО «ВгМЗ»). Применение воздушного охлаждения позволило эксплуатировать трактор как при низких температурах наружного воздуха (до −45 градусов), так и при повышенных (до +40 градусов).
Гидромеханическая трансмиссия позволяет эффективно использовать мощность двигателя при любой скорости движения трактора, в том числе развивать максимальную тягу в режиме упора. Коробка передач трактора обеспечивает независимый привод каждой гусеницы с возможностью её реверсирования, что позволяет выполнять развороты в стеснённых условиях. Гидротрансформатор у трактора Т-330 создан на базе аналогичного узла тепловоза ТГМ1.
Управление всеми механизмами трактора полностью дистанционное и частично автоматизированное, то есть все органы управления, расположенные в кабине, не имеют механической связи с исполнительными устройствами. Это позволяет облегчить труд машиниста и практически исключает передачу вибраций от работающих агрегатов в кабину.
Трактор Т-330 предназначен для производства земляных работ больших объёмов в строительстве, мелиорации и горном деле в тяжёлых климатических условиях. Бульдозер Т-330Р1-01 на базе трактора Т-330 оснащают одно- или трёхзубым рыхлителем. В сочетании с поперечным перекосом отвала это позволяет разрабатывать прочные и мёрзлые грунты.
Конструкция трактора вполне соответствовала мировому уровню техники середины 1970-х годов и имела большой потенциал дальнейшей модернизации, который был впоследствии реализован на тракторах семейства «ЧЕТРА».